# Floros Floridis
Floros Floridis (Thessaloniki, 1952) is een Griekse jazzklarinettist.

## Biografie
Floros Floridis studeerde natuurkunde aan de Aristoteles Universiteit in Thessaloniki en vervolgens klassieke klarinet bij de Roemeense professor Konstantin Ugureanou.
Sinds de jaren 1970 werkt hij als professioneel muzikant in verschillende formaties, voornamelijk op het gebied van freejazz en vrije geïmproviseerde muziek. In 1979 bracht hij met Sakis Papadimitriou het eerste moderne jazzalbum Improvising at Barakos uit in Griekenland. Hij speelde op concerten en festivals in verschillende Europese landen en in de Verenigde Staten, samen met Peter Kowald, Conny Bauer, Günter Baby Sommer, Evan Parker, Peter Brötzmann, Carlos Zingaro, Barry Guy, Fred Van Hove, Nicky Skopelitis, Andrew Cyrille, Barre Phillips, Eberhard Weber en andere internationale muzikanten. Hij heeft meer dan 25 cd's opgenomen met de Griekse muzikanten Mihalis Siganidis, Kostas Vomvolos, Savina Yannatou, Andreas Georgiou en anderen. Van 1986 tot 2006 was hij lid van de Griekse band Imerini Kolimvites (winterzwemmer). Hij toerde internationaal met het Black Sea Orchestra, een allstar ensemble uit acht landen rond de Zwarte Zee.
In 1983 richtte hij het festival voor jazz en geïmproviseerde muziek op in Thessaloniki en was hij negen jaar leider. Vanaf 1995 werkte hij twee jaar als producent voor de Griekse radio. In 1997 was hij artistiek leider van de jazzevenementen van de Culturele Hoofdstad van Europa Thessaloniki.
Floridis componeert muziek voor korte en documentaire films, theater en dans. In 2001 componeerde hij de filmmuziek voor de speelfilm Anna's Summer van Jeanine Meerapfel en in 2004 voor de film Faruks Café. Floridis doceerde saxofoon op verschillende scholen in Griekenland en gaf cursussen improvisatie aan de Aristoteles-universiteit in Thessaloniki. In 1981 richtte hij het label j.n.d. records op en blies het na een onderbreking van vijftien jaar nieuw leven in als een j.n.d. re-records. Daarnaast houdt Floridis zich ook bezig met schilder- en grafisch werk, onder meer voor platenhoezen en posters.. 

## Privéleven
Floridis woont in Thessaloniki en Berlijn.

## Discografie
- 1979: Improvising at Barakos (met Sakis Papadimitriou)
- 1986: LSFW Ellispontos (met Paul Lytton, Hans Schneider, Phil Wachsmann)
- 1986: Krok Trio (met Mihalis Siganidis, Dimitris Polizoidis)
- 1989-1993: The Arrow of Time (met Carlos Zingaro, Jean-Marc Montera, Mihalis Siganidis, Paul Lovens e.a.)
- 1990: Human Aspect (met Vincent Chancey, Louis Moholo, Peter Kowald)
- 1991: Pyrichia (met Peter Kowald en Ilias Papadopoulos)
- 1996: Florina Brass Band
- 1996: Black Sea Orchestra (met Ivo Papasov, Enver Ismailov, Okay Temiz, Harry Tavitian e.a.)
- 1998: Aphorisms (met Peter Kowald, Günter Sommer)
- 2002: Wutu-Wupatu (met Mihalis Siganidis, Kostas Vomvolos und Okay Temiz)
- 2014: The Alliteration met Nikolaus Neuser, Manuel Miethe, Antonis Anissegos, Gerhard Gschlößl, Akira Andō, Maurice de Martin

## Filmografie
- 2001: Anna's Summer
- 2008: Wer sich nicht wehrt, kann nicht gewinnen
- 2012: El amigo alemán
- 2022: Eine Frau[6]